# Andreï Dranichnikov
Andreï Andreïevitch Dranichnikov (en russe : Андрей Андреевич Дранишников) est un joueur russe de volley-ball né le 23 juin 1990 à Gorki (aujourd'hui Nijni Novgorod, NIZ, alors en URSS). Il mesure 1,82 m m et joue libero.

## Clubs
| Club                     | De        | À   |
| ------------------------ | --------- | --- |
| Goubernia Nijni Novgorod | 2011-2012 | ... |

## Palmarès
- Coupe de la CEV (1)
  - Finaliste : 2014